# علم الجينوم
علم الجينوم هو أحد فروع علم الوراثة المتعلق بدراسة الجينوم، أي كامل المادة الوراثية داخل مختلف الكائنات الحية. يتضمن المجال جهودا مكثفة لتحديد تسلسل الحمض النووي بشكل كامل ورسم الخرائط الدقيقة للجينوم. كما يشتمل هذا التخصص على دراسة عدد من الظواهر التي تحدث داخل الجينوم مثل الهجين heterosis، القشوة epistasis وpleiotropy غيرها من التفاعلات بين المواضع المختلفة والأليلات داخل الجينوم. وفي المقابل، عندما يتم دراسة عدد محدود من الجينات (وليس كل الجينات (يطلق عليها الأحياء الجزيئية molecular biology أو علم الوراثة الجزيئي genetics، وهو موضوع عادة ما ينتشر في البحوث الطبية البيولوجية. ان إجراء البحوث على جين واحد (أو عدد محدود من الجينات) لا يندرج ضمن تعريف علم الجينوم مالم يكن الهدف من هذا البحث هو دراسة تأثير الجين على كامل الشبكات داخل الجينوم بأكمله. الجينوم وهو مجموع الجينات كائن الفرد بأكلمها. وبالتالي، فعلم الجينوم هو دراسة الجينات في الخلية، أو النسيج، على مستوى الحمض النووي.

## التاريخ
أول الجينومات التي تم فك شفرة تسلسلها كانت لفيروس وجينوم المايتوكندريا (أجسام الطاقة) وقام بها العالم البريطاني فريد سانجر. وقد طور فريق البحث العلمي التابع لسانجر تقنيات التسلسل، ورسم خرائط الجينوم، وتخزين البيانات، وتحليل المعلوماتية الحيوية خلال الأعوام في 1970 - 1980. وعلى الرغم من أن اهتمام علم الجينوم الأساسي لا يزال في معظمه متعلقا بفك شفرة التسلسل الوراثي للكثير من الكائنات الحية إلا أن توفر المعلومات أدى إلى ظهور علم الجينوم الوظيفي وهو المسؤول على متابعة أنماط تعبير الجينات (وهو كيف تنتج البروتينات والمرسال رنا) في ظروف مختلفة. أكثر الادوات أهمية في علم الجينوم هي تقنية المصفوفات المجهرية microarrays وعلم المعلوماتية الحيوية (استخدام الحاسب الآلي لتحليل الشفرة الوراثية). ويعتقد ان مصطلح 'الجينوميات' مصطلح الفعلية قد صيغت من قبل الدكتور توم رودريك، في علم الوراثة في مختبر جاكسون (بار هاربور، الشرق الأوسط) أكثر من البيرة في اجتماع عقد في ولاية ماريلاند على رسم خرائط الجينوم البشري في عام 1986.
أول من قام بفك شفرة التسلسل الوراثي لجين كان والتر فيرز وفريقه العلمي في مختير الأحياء الجزيئية في جامعة قنت في بلجيكا عام 1972م وكان ذلك لجين المسؤول عن بروتين الغطاء MS2 للعاثية. في عام 1976، قرر نفس الفريق تحديد كامل النوكليوتيدات - تسلسل الحمض النووي الريبي عاثية - ولكن للمرسال رنا في جين MS2. - اما أول جينوم تم فك شفرته بشكل كامل فقد حدث عام 1977م وكان للعاثية المسماة Φ-X174 وطولها 5,368 نيكلوتيده بواسطة فريدرك سانجر.
كما تم فك شفرة الجينوم الخاص بكائن حي هو لفيروس المستدمية النزلية وطوله 1.8 مليون نيوكليتده عام 1995م ومنذ ذلك الوقت تسارعت وتيرة فك التسلسل الوراثية للعديد من الجنيومات في الكائنات الحية. وتم الانتهاء من النسخة الأولية من مشروع الجينوم البشري  في أوائل عام 2001م.
وبحلول شهر سبتمبر عام 2007م، تم التعرف على التسلسل الكامل للجينوم في 1879 فيروس و577 نوعا من البكتيريا و23 جينوم من الكائنات حقيقية النواة تقريبا كان نصفها من الفطريات.

معظم البكتيريا التي فك تسلسلها الوراثي الجينوم كانت لأنواع تسبب أمراضاً مثل المستدمية النزلية. من الأجناس الحية الأخرى التي تم فك شفرتها هي الكائنات الحية الهامة في الابحاث الطبية والحيوية. كمثال كانت خميرة الخبز منذ فترة طويلة (كائن نموذجا هاما للخلية حقيقية النواة، في حين أن ذبابة الفاكهة ذبابة الفاكهة الدروسوفيلا /3) تعتبر أداة مهمة جدا (لا سيما في الفترة المبكرة التي سبقت تطور علم الوراثة الجزيئية). أيضا الدودة ايليجانس هي نموذج حي بسيط يستخدم لدراسة الكائنات متعددة الخلايا. أسماك الزبرا من نوع Brachydanio rerio يستخدم في الدراسة المهتمة بتطور الكائنات الحية على المستوى الجزيئي أما في النموذج المستخدم لدراسة النباتات المزهرة فهي نبتة Arabidopsis.thaliana من الكائنات الحية الأخرى المثيرة للاهتمام هي سمكة pufferfish اليابانية بسبب امتلاكها لجينوم صغير الحجم ويحتوي كمية قليلة جدا من سلسلة الدنا التي لا تشفر للبروتينات non-coding DNA مقارنة بالكائنات الأخرى.

هناك كائنات حية أخرى مهمة في الدراسات الطبية كلب من عائلة Canis والجزذ البني Rattus norvegicus والفأر Mus musculus والشمبانزي Pan troglodytes.

## الجينوم البشري

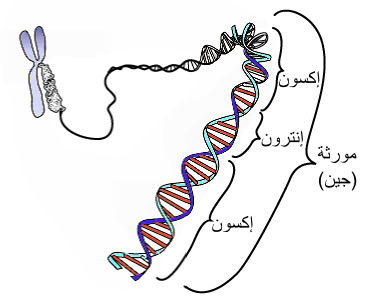
يوضح الشكل العلاقة بين جين (مورثة) في أحد الكروموزومات

تم الانتهاء من النسخة الأولية من مشروع الجينوم البشري في أوائل عام 2001م، وصحب ذلك ضجة اعلامية. وفي عام 2007م تم الإعلان عن انتهاء مشروع الجينوم البشري بواقع خطأ واحد في كل 20,000 نيكلوتيده في كل الكروموسومات. وقد احتاج عرض نتائج المشروع لموارد قوية في المعلوماتية الحيوية. يمكن استكشاف وتفحص السلسلة الوراثية للجينوم البشري من متصفح الجينوم في موقع جامعة كالفورنيا UCSC أو المعهد الأوروبي للمعلوماتية الحيوية Ensembl.
يتكون الحمض النووي الريبوزي منقوص الأكسيجين (دي إن أيه) البشري من نحو 3 مليارات من القواعد المزدوجة، من ضمنها نحو 22.000 جين التي تشكل 2% فقط من الجينوم البشري. وكان الباقي (98% من الجينوم) لا يعني للعلماء إلا أن يكون نفاية Trash لا فائدة منه. كان الحال كذلك حتى بينت بحوث جديدة (عام 2012) قام بها المعهد الوطني للصحة NIH بالولايات المتحدة الأمريكية أنه يمكن الاستفادة من «موسوعة عناصر الدنا» Encyclopedia of DNA elements أو باختصار مشروع ENCODE. فبينما تقوم ال 22.000 جين بإنتاج توجيهات لبناء خلايا الجسم من البروتينات، تقوم الجينات التي كانت تعتبر نفاية بوظائف كماتيح تقفل وتفتح وتتواصل مع الجينات البنائية. وتتكون مجموعة علماء المشتركين في «مشروع إنكود» وهم يعملون في 32 مختبر حول العالم، واكتشفوا أن 80% من اجزاء الدنا الغير جينية لها نشاط حيوي كبير، فمنها نحو 4 ملايين تقوم بالتواصل المستمر مع الدنا. وتحث الجينات على إنتاج البروتين، وكم من البروتين، وليس هذا فقط في خلايا مختلفة وإنما تحدد الوقت أيضا لذلك خلال حياتنا. فبعض منها يرشد خلاليا لكي تتحول ‘لى خلية كبد مثلا أو خلية عظمية في جنين، أو تجعل خلايا البنكرياس تنتج الإنسولين بعد أكلة دسمة، أو تحث خلايا جديدة على استبدال خلايا قديمة بالية. أي أن تلك ال 80% من اجزاء الدنا تعمل أيضا على أن تقوم خلايا الجسم بوظائفها السليمة. وبالتالي فلا بد لها من وظيفة هامة عند تفاقم الامور وتصاب خلايا بمرض، لذلك أصبح البحث العلمي يهتم بدراسة جذور المرض والخلل في حالة المرض. ويقارن العلماء جينات الأصحاء من الناس بجينات مرضى معينين مثل المصابين بالشيزوفرينيا، واستطاع العلماء مراقبة تغييرات توجد في هؤلاء المرضي ولا توجد في الأصحاء.
والغرض من مشروع إنكود التعرف على وظائف جميع الجينات، فيستطيع العلماء جزء الجينات المتسبب في حدوث مرض معين وبالتالي معالجته. أي أن معرفتنا ستزيد، فبدلا من انحصار تعاملنا وفهمنا على ال22.000 جين التي تنتج بروتينات فسيتسع بهذا المشروع امكانيات فهمنا لأعداد أكثر من الجينات الأخرى التي تحث الجينات البناءة على القيام بنشاط معين.
يأمل العلماء التوصل إلى علاجات المسببانت الكبيرة للمرض والموت: أمراض القلب، السكري، والألزهايمر. ومن اوائل المستفيدين من هذا الفرع الجديد في البحث العلمي مرض السرطان. فالسرطان يمكن أن يصيب خلايا مختلفة في الجسم ولكن الخلل فيها واحد، وهو تزايد انقسام الخلايا بلا توقف. وقد ابتكرت بعض الأدوية في الفترة الأخيرة تعالج بعض العمليات التي تسبب نشأة السرطان بعضها يعالج سرطان الثدي والآخر يعالج سرطان المعدة. ولكن عن طريق «موسوعة عناصر الدنا» فسيكون في الموسوع معالجة الشبكة كلها التي تعمل على إحياء السرطان. فقد يكون سرطان الصدر وسرطان الرئة ينتميان إلى نفس الشبكة الجزيئية فيمكن استخدام نفس العقار لمعالجة مريض الصدر ومريض الرئة.
من جهة سيكون تحليل الدنا هو الاختيار المناسب للاشخاص الذين يهتمون بمراقبة حالتهم الصحية ورعايتها. وسيتطيع كل فرد في المستقبل الذهاب إلى مختبر الدنا ويحصل على مسلسلتة الكاملة من الدنا، وسيصبح الطبيب على معرفة الدنا الشخصي للفرد وبالتالي معرفة احتمال تعرضه للأمراض الوراثية. «إنه علم القرن الحالي» كما يقول إيوان بيرني من المعهد الأوروبي للمعلوماتية البيلوجية، وهو رئيس مجموعة العلميين المشتركين في «مشروع موسوعة إنكود».

## عدد الجينات في بعض الكائنات
| كائن حي / نظام حيوي       | عدد الجينات | عدد الأزواج القاعدية |
| ------------------------- | ----------- | -------------------- |
| بقة الماء                 | 30.907      | 2·108                |
| نبات                      | >25.000     | 108–1011             |
| إنسان                     | ~22.500     | 3·109                |
| ذبابة                     | 12.000      | 1,6·108              |
| فطر                       | 6.000       | 1,3·107              |
| بكتيريا                   | 180–7.000   | 105−107              |
| إشريكية قولونية           | ~5.000      | 4,65·106             |
| بكتيريا Carsonella ruddii | 182         | 160.000              |
| DNA-Virus                 | 10–300      | 5.000–200.000        |
| RNA-Virus                 | 1–25        | 1.000–23.000         |
| فيروس شكلي                | 0           | 150–400              |

## جينوم العاثيات
العاثيات (وهي فيروسات تهاجم البكتيريا) لعبت وما زالت تلعب دورا رئيسيا في مجال علم الوراثة والبيولوجيا الجزيئية البكتيرية. تاريخيا، كانت تستخدم لتحديد بنية الجينات وطرق تنظيم الجينات. أيضا أن تكون أول جينوم تم فك شفرته كان لعاثية. ومع ذلك، فإن البحوث المتعلقة بالعاثيات لم تقد ثورة علم الجينوم، بل سيطرت عليه جينومات البكتريا. فقط مؤخرا جدا عاودت دراسة جينوم العاثيات نشاطها وبدأت في تمكين الباحثين من فهم الآليات الكامنة وراء تطورها. ويمكن الحصول على تسلسل الوراثي لجينوم العاثيات عبر عزلها بصورة فردية أو عبر فك شفرة البكتيريا نفسها والتي تحتوي على المادة الوراثية للعاثيات بداخلها بعد أن تخترقها بالعدوى. تحليل الجينوم في مختلف أنواع البكتريا أظهر أن كمية كبيرة من الحمض النووي يتكون من متواليات مستقاة من العاثيات أو من عناصر مشابهة لتلك الموجودة في العاثيات. ان عملية فحص والبحث في البيانات التفصيلية المؤخوذة من هذه الشفرات الوراثية تقدم معلومات كثيرة حول دور العاثيات في تشكيل جينوم البكتيريا.

## جينومات البكتيريا الزرقاء
وفي الوقت الحاضر تتوفر السلاسل الوراثية للجينومات في 24 نوع من أنواع البكتيريا الزرقاء15 من هذه البكتيريا الزرقاء تأتي من البيئة البحرية. تشمل ستة سلالات Prochlorococcus، وسبع سلالات Synechococcus البحرية، Trichodesmium erythraeum IMS101 وCrocosphaera watsonii WH8501. وقد أظهرت العديد من الدراسات ان هذه السلاسل الوراثية تساعد على استنباط واستنتاج مهم للعديد من الوظائف البيئية والفسيولوجية في البكتيريا الزرقاء البحرية. ومع ذلك، هناك العديد من الجينوم المزيد من المشاريع قيد التنفيذ، من بين هؤلاء هناك المزيد والبحرية Synechococcus Prochlorococcus، وAcaryochloris Prochloron، ن 2 - تحديد الخيطية spumigena Nodularia البكتيريا الزرقاء، Lyngbya aestuarii وLyngbya majuscula، فضلا عن اصابة عاثية cyanobaceria. وبالتالي، كلما تزايد عدد الجينوم التي نملك شفرتها الكاملة يمكن استغلالها بطريقة المقارنة بين مختلف الكائنات الحية للتعرف على أهم الوظائف الحيوية. بعض أمثلة المثيرة للاهتمام لهذه الوظائف المكتشفة تشمل تحديد جينات RNAs التنظيمية، وبداية فهم للأصول التطورية في لعملية التمثيل الضوئي، أو عملية نقل الجينات الأفقي للجينات.

## وصلات خارجية
- الجينوميات الدليل نسخة محفوظة 21 فبراير 2019 على موقع واي باك مشين. : التكنولوجيا الحيوية ووقف الموارد مركز واحد لرواد الأعمال والعلماء والطلاب
- الاستعراض السنوي للعلم الجينوم وعلم الوراثة البشرية
- بي أم سي علم الجينوم : جريدة بي أم سي على علم الجينوم
- علم الجينوم : المملكة المتحدة الشركات والمختبرات * مجلة علم الجينوم
- علم الجينوم وعلم الوراثة الكمية : إلكتروني الدولي، مجلة أمور، نشر في جملة علم الجينوم، والبحوث مفتوحة.
- Genomics.org : بوابة لعلم الجينوم
- معهد ابحاث الجينوم الوطني : الولايات المتحدة
- علم الجينوم-الدوائي في اكتشاف الأدوية والتنمية، كتاب عن الدوائي، والأمراض، والطب الشخصية، والتداوي
- المشتريات تيتشينكو علم الجينوم: علم جديد في الوضع الثقافي الجديد
- برنامج الجامعية للعلوم الجينوم (الأسبانية) : واحد من أول البرامج الجامعية في العالم
- JCVI دليل الميكروبات الشامل
- باثيما: مركز المعلوماتية الحيوية
- KoreaGenome.org : مشروع الجينوم الكوري متاح مجانا.
- GenomicsNetwork : يتابع أخبار تطوير واستخدام العلم والتكنولوجيا في علم الجينوم.
- معهد للعلوم الجينوم : أبحاث في علم الجينوم البحوث.